# Francesco Maria del Monte
Francesco Maria Bourbon del Monte (né à Venise, alors dans la république de Venise, le 5 juillet 1549 et mort à Rome, le 27 août 1627) est un cardinal, un diplomate et un collectionneur d'art italien qui a été le plus important commanditaire du peintre Caravage.

## Biographie
Francesco Maria Bourbon del Monte appartient à la maison Bourbon del Monte Santa Maria, marquis de Sorbello[réf. nécessaire]. Il est abbé commendataire de Santa Croce a Monte Fabali et exerce des fonctions au sein du tribunal suprême de la Signature apostolique.
Le pape Sixte V le crée cardinal lors du consistoire du 14 décembre 1585. Il est préfet de la Congrégation du Concile (1606-1626), préfet de la Congrégation des rites (à partir de 1616) et vice-doyen et doyen du Collège des cardinaux (à partir de 1623). Il est consacré cardinal-évêque de Palestrina par Paul V avec comme co-consécrateurs Giovanni Evangelista Pallotta et Benedetto Giustiniani.
Le cardinal Bourbon del Monte participe aux deux conclaves de 1590 (élection de Urbain VII et de Grégoire XIV), au conclave de 1592 (élection de Clément VIII), aux deux conclaves de 1605 (élection de Léon XI et de Paul V), au conclave de 1621 (élection de Grégoire XV), lors duquel l'Espagne exprime le véto contre lui, et au conclave de 1623 (élection d'Urbain VIII).
Il commande à Caravage en 1598 la célèbre tête de Méduse peinte sur un bouclier de parade, qu'il offre ensuite au grand-duc de Toscane Ferdinand Ier de Médicis qu'il représente à Rome.

## Succession apostolique
Francesco Maria del Monte a ordonné les évêques suivants :
- Archevêque Andrea Gervasi (1622)